# Сульфат никеля(II)-калия
Сульфат никеля(II)-калия — неорганическое соединение,
двойная соль никеля, калия и серной кислоты
с формулой K2Ni(SO4)2,

растворяется в воде,
образует кристаллогидраты — сине-зелёные кристаллы.

## Получение
- Выпаривание стехиометрических количеств растворов сульфатов никеля и калия:

{\displaystyle {\mathsf {NiSO_{4}+K_{2}SO_{4}+6H_{2}O\ {\xrightarrow {}}\ K_{2}Ni(SO_{4})_{2}\cdot 6H_{2}O}}}

## Физические свойства
Сульфат никеля(II)-калия образует кристаллы.
Растворяется в воде.
Образует кристаллогидрат состава K2Ni(SO4)2•6H2O — сине-зелёные кристаллы
моноклинной сингонии,
пространственная группа P 21/c,
параметры ячейки a = 0,61250 нм, b = 1,2159 нм, c = 0,8980 нм, β = 105,06°, Z = 2
.

## Химические свойства
- Кристаллогидрат теряет воду при температуре ниже 100°С.